# 吳國楨

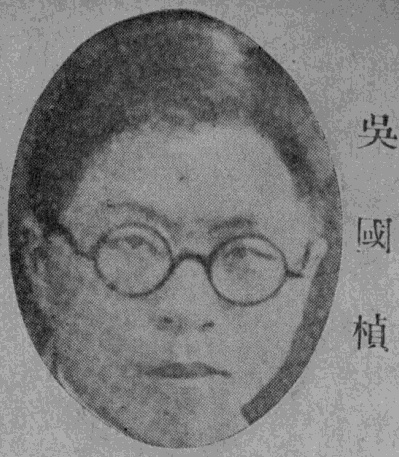

吳國楨（1903年10月21日—1984年6月6日），字峙之、維周，湖北省建始縣人。中國政治人物，曾任上海市的市長、臺灣省政府主席等職，是塑造現代台灣的關鍵人物之一，亦以公開大膽地與蔣經國激烈爭執而著稱。

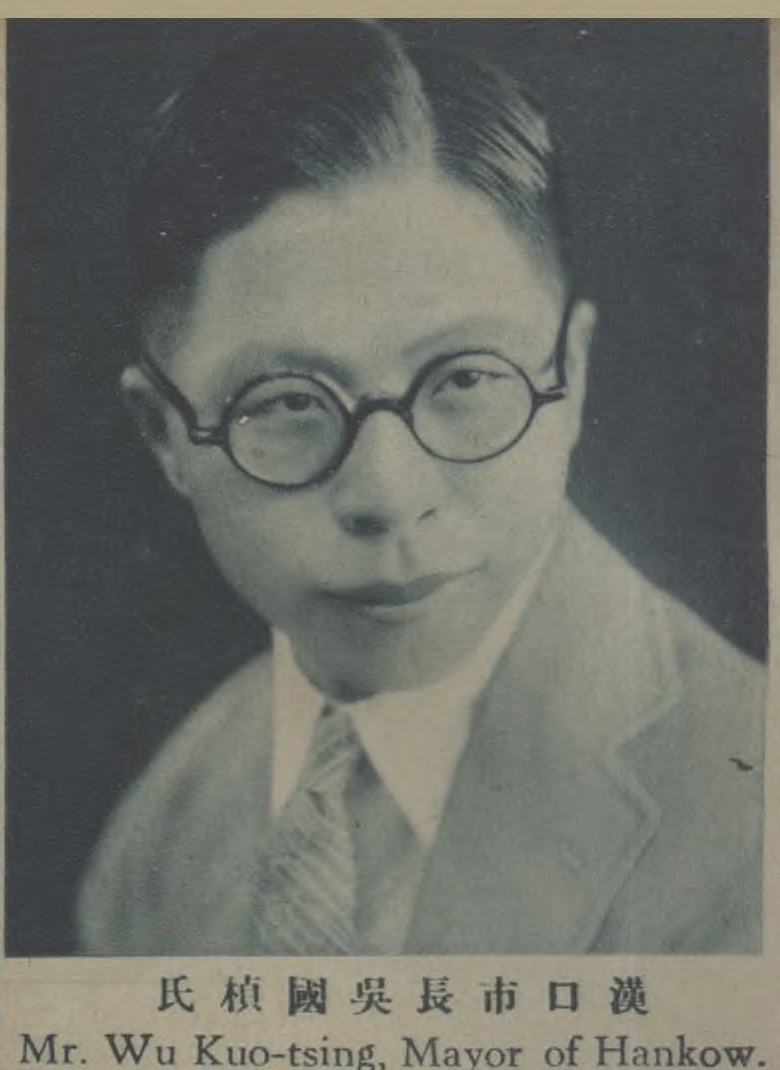
1933年漢口啓新照相館

## 早年
1903年，吴国桢生于湖北省施南府建始县凉水埠，自幼随任陆军部军训处长的父亲吴经明旅居順天府。1914年，10岁的吳國楨考入天津南開中學就读，結識了周恩來、李福景等。自南開畢業後，就讀北京清华学校，1921年毕业後前往美國留學，在格林內爾學院獲得經濟學學士之後，1926年獲得普林斯頓大學政治學博士。

## 汉口时期
1926年吳國楨回國後进入政界，在夏斗寅任职期间，担任漢口市土地局長、財政局長，1928年出任湖北省财政厅长。1932年，吴任蔣中正機要秘書，同年出任漢口市長，时年29岁。1936年长江发生洪水，吴国桢下令修建了巨大的堤防工程，挽救了这座城市。

## 重庆时期
1938年10月，日军攻占汉口，吳國楨全家逃往重庆市。1939年，出任重慶市市長。1941年，重慶大隧道慘案发生，吴国桢被免職。1943年，吴国桢出任外交部政務次長。1945年，出任中國國民黨中央宣傳部部長。

## 上海市长
1946年5月14日，國民政府令免錢大鈞上海市市長本職，任命吳國楨為上海市市長:8052。5月14日，經行政院戰後第一次例會任命，吴国桢出任上海市長。
1947年5月22日，吳國楨公佈四項緊急措施，決對煽動罷工罷課者，予以逮捕究辦:8359。吴国桢从政颇为勤勉，并且与半数以上被捕的共产党地下人员进行谈话。
1949年3月9日，蔣經國勸吳國楨“不辭市長職”:166。3月18日，《上海晚郵報》報導，上海市長吳國楨堅決請辭:90。4月，吴国桢因目睹京滬杭警備司令湯恩伯“吃空額”、“盜賣軍用汽油”等行為而對上海前景失去信心，並身患疟疾，只得向蔣中正提出辭職。蔣中正准假一個月，吳國楨乃於4月17日攜家屬至臺灣。5月1日，行政院第五十七次會議議決：准上海市長吳國楨辭職，任命陳良為上海市長:8900。一個月后，解放军攻占上海，吳遂定居台灣。

## 臺灣時期
蔣下野後，吳國楨隨蔣四處行動，作為他的幕僚，出謀劃策，並在1949年8月1日成立的中國國民黨總裁辦公室內任職，然而吳國楨特別對臺灣政治有所動作，此亦種下了陳誠對吳不滿的原因。
1949年12月7日，中華民國政府遷往臺北。12月15日，吳國楨回憶稱美國建議將陳誠換成他，蒋中正遂任命吴国桢接替軍人出身的陳誠担任台湾省主席兼保安司令、行政院政務委員，以利用吳國楨“民主先生”的形象，“全力争取美援”。12月16日，吳國楨回憶稱蔣介石有條件任命他全權為台灣省政府委員兼主席，并表示不干預省政府的任何事務，故蔣渭川為委員兼民政廳廳長，任顯群為委員兼財政廳廳長，彭德為委員兼建設廳廳長，陳雪屏為委員兼教育廳廳長，徐慶鐘為委員兼農林廳廳長；同時也任命吳國楨兼台灣省保安司令。吳國楨擔任臺灣省主席期間，致力于推動台湾地方自治、農業改革，允许某些地方官员职位由普选产生，并试图减少滥用警权。1950年1月，吳國楨在一場由蔣介石召集三軍將領的會議中，提出應嚴禁軍隊走私，並將矛頭直指海軍總司令桂永清，桂要求吳拿出證據，吴隨即將海军走私材料遞呈蔣介石，並稱已逮捕海军司令部情报处长钟山以及舰长周齐荣。
1950年6月25日，韓戰爆發後，美國改為全力支持中華民國政府，在外交上承認台灣當局，並給予美援，吳國楨地位不再重要，與蔣經國及彭孟緝的特務系統也不斷發生衝突。

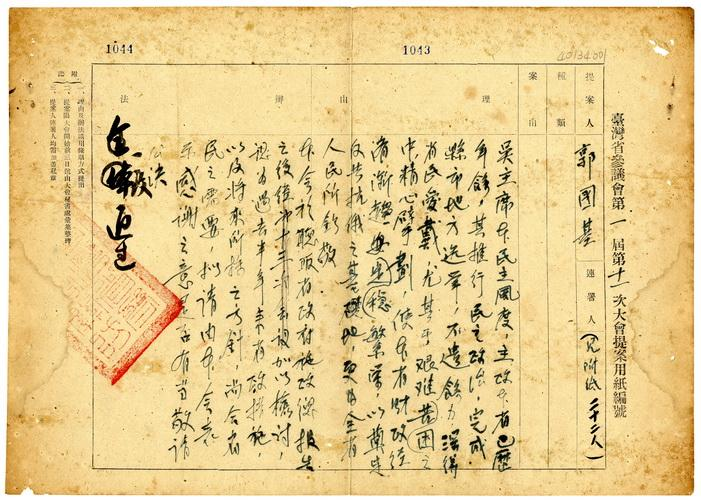
臺灣省參議會第一屆第十一次大會，郭國基參議員臨時動議，電請總統府、行政院表示擁護吳國楨省主席案。

1952年，台湾第二次市县长和市县议会的选举在即，吴国桢在台北建立培训学校，轮番培训从各区选出的民众代表，此舉引發蔣氏父子高度不滿。臺灣火柴公司總經理王哲甫無辜被捕，吳下令放人。臺灣保安副司令彭孟緝執行蔣經國命令，堅不放人，先判死刑；由於吳的反對，經蔣中正出面，改判七年徒刑。吳國楨已完全無法再與蔣經國共事，蔣中正曾派黃伯度傳話，許以行政院長之職，要吳好好與蔣經國合作，願當院長兼省主席亦可。但吳一概拒絕，偕妻上日月潭，聲言非辭職照准不下山。1952年復活節當天，吳國楨由日月潭下山，在臺中無錫飯店和僕人吃飯。一出門，就看到包姓司機臉色慘白；吳的座車前輪與主軸聯接的地方，疑似螺絲帽鬆動，幾遭不測。

1953年4月3日，吳國楨几乎被刺客杀死。4月10日，吳國楨辭去台灣省主席一職，蔣介石任命俞鴻鈞接替吳國楨。5月24日，吳國楨夫婦得到邀請前赴美國講學開會，蔣經國、陳誠到機場送行。除了吳的次子吳修潢必須留在台灣作人質，吴的全家都前往美国。1954年，当他的儿子离开台湾后，吳开始公开批评国民党政府存在的严重问题。同年，吳在杂志《Look》上发表文章“你的钱正被用来建造台湾的警察国家”。

## 吳國楨事件
1954年2月，總統府秘書長王世杰被免職，蔣氏父子決定乘機削除「政學系」勢力。吳國楨和張群、王世杰等人都過從甚密。1954年1月，臺灣傳出吳國楨貪污套取巨額外匯的傳聞，臺灣報紙刊出〈勸吳國楨從速回臺灣〉社論；1954年2月9日，吳國楨在臺灣大各報刊登啟事駁斥謠言：“此次來美，曾經由行政院長陳院長批准，以私人所有臺幣向臺灣銀行購買美金五千元，作為旅費，此外未由政府或政府中之任何人員批准撥給分文公款，……為國服務三十餘年，平生自愛，未曾貪污，在此國難當頭之際，若尚存心混水摸魚盜取公帑，實際自覺不儕于人類。”並且公開批評政府「一黨統治」，批評救國團、情治單位及蔣介石獨裁，並指出臺灣當時政治的六大問題：一黨專政、軍隊政戰部門、特務問題、人權問題、言論自由與思想控制。1954年6月，吳在美國《Look》雜誌，用英文發表《在台灣你們的錢被用來建立一個警察國家》的文章，文中指稱目前台湾已经变成了一个警察国家，“在台湾每年的预算中，美国人提供了30－40亿美元，用来创造一个极权国家”。美國報刊《紐約時報》、《芝加哥論壇報》、《時代週刊》、《新聞周刊》等，無不爭相報導。並稱「國民黨之經費，非由黨員之捐助，乃係政府，即國民之負擔，這種國庫通黨庫做法，除共產集權國家外，實為今古所無。」
針對吳國楨公開批評執政的國民黨當局，時任立法院院長張道藩曾三度向行政院提出三次質詢批評吳國楨，罪名包括“擅離職守，拒辦移交，私自濫發鈔票，拋空糧食；並在外匯、貿易、林產等問題的處理上，非法亂紀，專擅操縱，有意地包庇貪污、營私舞弊等”，列舉吳國楨十三條罪狀；但証據明顯不足，僅用“據說”、“據聞”、“據報”等不確定的字眼。陶希聖則發表〈兩把刀、殺到底〉一文，口誅筆伐。吳國楨寫了三封信給蔣介石，逐條駁斥對他的誣蔑。不久吳國楨在美刊出〈上總統書〉，批評蔣介石“自私之心較愛國之心為重，且又固步自封，不予任何人以批評建議之機會。”同時，把矛頭直指“太子”，主張將其送入“美國大學或研究院讀書”，否則會妨礙臺灣進步。3月17日，國民大會更通過決議，要求政府除撤免吳國楨政務委員職務並依法究辦，蔣介石總統同日發佈「總統令」稱：“據行政院呈：本院政務委員吳國楨於去年五月藉病請假赴美，托故不歸。自本年二月以來竟連續散播荒誕謠諑，多方詆毀政府，企圖淆亂國際視聽，破壞反共復國大計，擬請予以撤職處分。另據多方報告，該員前在臺灣省主席任內，多有違法與瀆職之處，自應一併依法查明究辦，請鑒核明令示遵等情。查該吳國楨歷任政府高級官吏，負重要職責者二十八年，乃出國甫及數月，即背叛國家，污蔑政府，妄圖分化國軍，離間人民與政府及僑胞與祖國之關係，居心叵測，罪跡顯著，應即將所任行政院政務委員一職予以撤免，以振綱紀，至所報該吳國楨前在臺灣省政府主席任內違法與瀆職情事，並應依法澈查究辦，此令。”將吳國楨撤職查辦，並開除吳國楨的中國國民黨籍。吳國楨還公開聲明要蔣給他扣留在臺北的兒子吳修潢發護照，“如你30天后仍堅持拒發，我將被迫采取其它行動。”蔣介石無奈，命外交部補發吳修潢護照。吳修潢三個月后到了美國。
吳國楨一連串的動作讓同在美國的胡適終於按捺不住。1954年8月3日胡適去信給吳國楨，信中以最嚴厲的字眼譴責吳國楨，批评吴“沒有常识（common sense），而且在若干情况下他缺乏道德感（moral sense）。”幾天後（7日）吳國楨回信胡適，吴国桢表示：“我后悔的是我在过去许多次向道德考虑以外的其他影响力屈服。正因为如此，所以我现在决定只根据道德考虑从事，不顾其他。如果我过去犯了错误，那因为我以前太软弱，而我的确现在正努力不再软弱。”，接著兩人在美國大打筆仗，胡甚至痛罵吳是“道德的懦夫”。8月16日，胡適在美国《新领袖》杂志以英文发表文章《台湾有多么自由》，內容提到“巡视今日的台湾，可以发现八九百万中国人在那里正受到最好的管理。”，进一步批驳吴国桢的观点。有人推断胡适在美国批评吴国桢是在作“奉命文章”，“为蒋介石做打手的痕迹已极明显”，當時台灣的自由派人士殷海光反而支持吳國楨。1955年，人在台灣的殷海光去信胡适，提到台湾状况，胡适回信说：“台岛情形，我岂不知？”同樣在台湾的雷震写信給胡適：“先生说《自由中国》之有言论自由是它这五年争得来的，不料我个人的自由则因是而一天比一天缩减，竟至变成囚犯。”

## 晚年
“吳國楨事件”告一段落後，吳國楨受聘於《芝加哥論壇報》擔任遠東問題顧問。1966年，吳國楨於美國佐治亚州薩凡納阿姆斯特朗大西洋州立大學任東方歷史和哲學教授，直到退休。在美国期间，吳國楨著有各种著作，包括以他和周恩來為藍本的政治小說《永定巷》（The Lane of Eternal Stability）和分析中国神话与早期历史的《中國的傳統》（Chinese Heritage）。
1984年6月6日，因心臟病病故於美國佐治亚州薩凡納寓所，終年81歲。吳國楨生前曾應全國政協主席鄧穎超邀請，答允於當年9月到訪大陸, 並往北京出席中華人民共和國建國35周年慶典。
吳國楨死訊傳到臺灣，再次引起極大震盪，《雷聲》、《夏潮》等刊物藉機大做文章。作家劉宜良生前一度有意撰寫「吳國楨傳」，但是尚未動筆，劉宜良便被國防部情報局局長汪希苓授意竹聯幫成員陳啟禮、董桂森、吳敦等人暗殺於舊金山，人稱江南案。

## 家庭
1928年，吳國楨在任湖北省财政厅长时，结识汉阳铁工厂技师长黄金涛之女，毕业于上海晏摩氏女校的黄卓群。1931年在汉口结婚。吳國楨与黄卓群育有二女二子：吳修蓉（Eileen）、吳修惠（Edith）、吳修廣（H.K.）和吳修潢（Sherman） ，次女吴修惠嫁给厉鼎毅，是著名物理学家。2002年黄卓群去世。 
在担任上海市长时，吳國楨结识《芝加哥论坛报》的罗伯特·麦考密克夫妇。当上海局势不稳时，吴国桢将两个女儿送到美国伊利诺斯州的麦考密克家。

## 藝術形象
- 2009年，《建國大業》，曹可凡饰演[25]。

### 引用
1. 1 2  胡健國 (编). . 國史館. 2003-12-01: 87. ISBN 9570158700.
2. 1 2  "Man on the Dike"; Time，1950年8月7日 ( （页面存档备份，存于）)
3. 1 2 3  李新總主編，中國社會科學院近代史研究所中華民國史研究室編，韓信夫、姜克夫主編 (编). . 北京: 中華書局. 2011.
4. ↑  吴国桢：《夜来临》，1955年
5. ↑  蔣經國：〈危急存亡之秋〉，刊《風雨中的寧靜》，台北：正中書局，1988年
6. ↑  王景弘編譯 (编). . 台北市: 玉山社出版. 2011. ISBN 978-986-294-000-6.
7. ↑  吴国桢：《八十忆往》，香港《文汇报》1984年6月
8. ↑  林炳炎：《保衛大台灣的美援(1949~1957)》，2008年 再版，第363頁
……蔣介石告訴我們，從 1 月份起，他每月要 4,200 萬新台幣發餉給他的軍隊，而不是以前向陳誠要的 1,500 萬。他說得很好聽，「我將給你全權當台灣省主席，不干預你省政府的任何事務，但我們撤到台灣的軍隊 60 萬人，每月得有 4,200 萬元的餉，是我唯一要你做的事，是唯一的命令。」                    
 ──林炳炎引述《吳國楨口述回憶》
即1960年由美國哥倫比亞大學斐斐、韋慕庭所作《Reminiscences of Dr. Wu Kuo-Cheng》
9. ↑  任顯群於民國39年，發明了愛國獎券，大幅緩解了撤到台灣的 60 萬軍隊的軍餉問題，這件大功也回報了吳國楨的知遇之恩。(此時美援尚未底定，並且有美國人監督，其目的是作為台灣經濟建設)
10. ↑  總統府第五局 (编). . 1949-12-31.
11. ↑  江南：〈吳國楨八十憶往〉
12. ↑  吴国桢《从上海市长到“台湾省主席”》，第162页，上海人民出版社，1999年。
13. ↑  茅家琦《蔣經國的一生與他的思想演變》，台北，臺灣商務印書館股份有限公司，2003年，第231-236頁。
14. 1 2  Formosa Betrayed by George H. Kerr; 1965, Houghton Mifflin, ISBN 978-0-306-70762-9. (text （页面存档备份，存于）)
15. ↑  茅家琦《蔣經國的一生與他的思想演變》，台北，臺灣商務印書館股份有限公司，2003年，第236頁。
16. ↑  他最早說出「國庫通黨庫」 在歷史課本上被KMT消失 （页面存档备份，存于），自由時報
17. ↑  劉宜良（江南）《蔣經國傳》，第221頁。
18. ↑  茅家琦《蔣經國的一生與他的思想演變》，台北，臺灣商務印書館股份有限公司，2003年，第236-237頁。
19. ↑  《胡适致吴国桢》，《胡适全集》卷二十五，第559-560页，安徽教育出版社，2003年。
20. ↑  李敖：《蔣介石評傳》，第459页，北京：中国友谊出版公司2006年版。
21. ↑  《胡适致殷海光》，《胡适全集》卷廿五，第626页。
22. ↑  万丽娟编著《万山不许一溪奔——胡适、雷震来往书信选集》，第68页。
23. ↑  "Obituaries: Edith Huang Wu"; Savannah Morning News, 2002年8月25日  (.   [2006-10-25]. （原始内容存档于2007-03-11）.)
24. ↑  .   [2006-10-26]. （原始内容存档于2006-10-18）.
25. ↑  . 新浪娱乐. 2009-05-06  [2021-02-15].